# 275
275是274與276之間的自然數。

## 在數學中
- 合數，正因數有1、5、11、25、55和275。
質因數分解為{\displaystyle 5^{2}\times 11}。
- 虧數，真因數和為97，虧度為178。
- 十进制的奢侈數。

## 在人類文化中
- 1964年至1968年有法拉利275
- 空中客車A340-8000最大起飛重量（MTOW）達275公噸
- 是美國75號州際公路的補助線
- 加爾橋是古羅馬所建造的輸水系統，長275公尺
- 倫敦地鐵一共有275個車站
- 神奇寶貝 (1997-2002年動畫)因為3D龍事件，使得之後只播出275集
- V-22魚鷹式傾斜旋翼機的最大速度為275節
- 京特·拉爾是第二次世界大戰期間德國空軍第三號王牌飛行員，他執行了621次任務擊落275架敵機

## 在科學中
- 箱魨科河魨含有毒性比氰化物強烈275倍的箱魨毒素

## 在地理中
- 世界最長的伊瓜蘇瀑布是由275股大小瀑布或急流組成
- 汶川大地震造成大約275公里長的斷層
- 倫斯勒理工學院的校園面積有275英畝

## 在天文中
- NGC 275 是鯨魚座的一個星系

## 在其它領域中
- 顏料靛的HSV為（275°, 100%, 51%）
- 西元275年和前275年
- 根據國際體操聯合會的規定，標準吊環器械要求高275公分
- 亞利安M型運載火箭的第一級比沖為275秒